# Азнаурян, Вардан Арташесович
Вардан Арташесович Азнаурян (арм. Վարդան Արտաշեսի Ազնաուրյան) (род. 23 августа 1965, Ереван) ― советский, российский и армянский врач-оториноларинголог, хирург, доктор медицинских наук (2003), профессор (2004). Впервые в Армении разработал хирургический метод разовой коррекции внешнего дефекта носовой перегородки. Сын Арташеса Азнауряна.

## Биография
Вардан Азнаурян родился 23 августа 1965 года в городе Ереван, Армянская ССР, СССР. 
В 1988 году окончил лечебный факультет Ереванского государственного медицинского института. С 1988 по 1990 год проходил клиническую ординатуру по специальности оториноларингология на базе Республиканской больницы в Ереване. 
С 1990 по 1993 год учился в аспирантуре на кафедре ЛОР-болезней Ереванского медицинский института. В 1994 году защитил кандидатскую диссертацию в Российской медицинской Академии постдипломного образования Министерства здравоохранения России.
С 1995 по 1997 год работал ассистентом, с 1997 по 2004 год ― доцентом кафедры оториноларингологии Ереванского медицинского института. 
В 2003  году защитил докторскую диссертацию по теме «Современные подходы к лечению деструктивных заболеваний, коррекция носовой перегородки - внешние комбинированные деформации» на соискание учёной степени доктора медицинских наук. 
В 2004 году ему присвоено учёное звание профессора. С этого же года преподаёт профессором кафедры ЛОР-болезней Ереванского медицинского университета имени Мхитара Гераци.
В 2020 году прошёл обучение на курсах повышения квалификации по специальности «Оториноларингология» в Московском государственном медико-стоматологическом университете имени А. Евдокимова Минздрава России.

## Научная деятельность
Вардан Азнаурян впервые разработал и внедрил хирургический метод одномоментной коррекции внутренней перегородки и наружного дефекта носа. Также впервые в практической ринологии были применены костноматричные имплантаты в виде деминерализованной костной ткани и костной ткани плода.
При реконструктивных и ринопластических операциях впервые в Армении предложил и применил компьютерную оценку антропометрических данных для выбора формы носа. Автор более 100 научных публикаций.
Награждён двумя золотыми медалями Ереванского государственного медицинского университета.